# Lutas nos Jogos Olímpicos de Verão de 2020 - Greco-romana até 67 kg masculino
A categoria greco-romana até 67 kg masculino das lutas nos Jogos Olímpicos de Verão de 2020 ocorreu nos dias 3 e 4 de agosto de 2021 no Makuhari Messe, em Tóquio. Um total de 17 lutadores, cada um representando um Comitê Olímpico Nacional (CON), participaram do evento.

## Qualificação
Um total de 16 vagas foram atribuídas para a categoria greco-romana até 67 kg masculino, cada um representando um CON, conforme abaixo:
- 6 pelo Campeonato Mundial de 2019;
- 2 pelo torneio qualificatório pan-americano;
- 2 pelo torneio qualificatório europeu;
- 2 pelo torneio qualificatório da África e Oceania;
- 2 pelo torneio qualificatório asiático;
- 2 pelo torneio qualificatório mundial.

Posteriormente uma vaga adicional foi designada para Aker Al-Obaidi, da Equipe Olímpica de Refugiados, elevando o número de competidores na categoria para 17.

## Formato
As competições de luta greco-romana consistem em um torneio de eliminação simples, com uma repescagem usada para determinar os vencedores das duas medalhas de bronze. Os dois finalistas se enfrentam pelas medalhas de ouro e prata. Cada lutador que perde para um dos dois finalistas segue para a repescagem, culminando em duas lutas pela medalha de bronze com os perdedores da semifinal, cada um enfrentando o oponente restante da repescagem de sua metade da chave.

## Calendário
Horário local (UTC+9)
| Data                | Horário | Fase            |
| ------------------- | ------- | --------------- |
| 3 de agosto de 2021 | 11:00   | Qualificatórias |
| 3 de agosto de 2021 | 18:15   | Semifinais      |
| 4 de agosto de 2021 | 11:00   | Repescagem      |
| 4 de agosto de 2021 | 19:30   | Finais          |

## Medalhistas
| Ouro   | IRI Mohammad Reza Geraei                       |
| Prata  | UKR Parviz Nasibov                             |
| Bronze | GER Frank Stäbler EGY Mohamed Ibrahim El-Sayed |

## Resultados
Estes foram os resultados da competição:

### Final
|  | Final                    |                          |   |
|  |                          |                          |   |
|  | IRI Mohammad Reza Geraei | IRI Mohammad Reza Geraei | 9 |
|  | UKR Parviz Nasibov       | UKR Parviz Nasibov       | 1 |

### Chave superior
|  | Qualificatórias | Qualificatórias | Qualificatórias |  |  | Oitavas de final         | Oitavas de final         | Oitavas de final         |   |                          | Quartas de final         | Quartas de final | Quartas de final |  |  | Semifinais | Semifinais | Semifinais |
|  |                 |                 |                 |  |  |                          |                          |                          |   |                          |                          |                  |                  |  |  |            |            |            |
|  |                 |                 |                 |  |  |                          |                          |                          |   |                          |                          |                  |                  |  |  |            |            |            |
|  |                 |                 |                 |  |  | CUB Ismael Borrero       | CUB Ismael Borrero       | 2                        |   |                          |                          |                  |                  |  |  |            |            |            |
|  |                 |                 |                 |  |  | GEO Ramaz Zoidze         | GEO Ramaz Zoidze         | 3                        |   |                          |                          |                  |                  |  |  |            |            |            |
|  |                 |                 |                 |  |  |                          |                          |                          |   | GEO Ramaz Zoidze         | GEO Ramaz Zoidze         | 10               |                  |  |  |            |            |            |
|  |                 |                 |                 |  |  |                          | EOR Aker Al-Obaidi       | EOR Aker Al-Obaidi       | 0 |                          |                          |                  |                  |  |  |            |            |            |
|  |                 |                 |                 |  |  | TUN Souleymen Nasr       | TUN Souleymen Nasr       | 0                        |   |                          |                          |                  |                  |  |  |            |            |            |
|  |                 |                 |                 |  |  | EOR Aker Al-Obaidi       | EOR Aker Al-Obaidi       | 8                        |   |                          |                          |                  |                  |  |  |            |            |            |
|  |                 |                 |                 |  |  |                          |                          |                          |   |                          | GEO Ramaz Zoidze         | GEO Ramaz Zoidze | 1                |  |  |            |            |            |
|  |                 |                 |                 |  |  |                          | IRI Mohammad Reza Geraei | IRI Mohammad Reza Geraei | 6 |                          |                          |                  |                  |  |  |            |            |            |
|  |                 |                 |                 |  |  | COL Julián Horta         | COL Julián Horta         | 0                        |   |                          |                          |                  |                  |  |  |            |            |            |
|  |                 |                 |                 |  |  | IRI Mohammad Reza Geraei | IRI Mohammad Reza Geraei | 8                        |   |                          |                          |                  |                  |  |  |            |            |            |
|  |                 |                 |                 |  |  |                          |                          |                          |   | IRI Mohammad Reza Geraei | IRI Mohammad Reza Geraei | 5                |                  |  |  |            |            |            |
|  |                 |                 |                 |  |  |                          | GER Frank Stäbler        | GER Frank Stäbler        | 5 |                          |                          |                  |                  |  |  |            |            |            |
|  |                 |                 |                 |  |  | GER Frank Stäbler        | GER Frank Stäbler        | 4                        |   |                          |                          |                  |                  |  |  |            |            |            |
|  |                 |                 |                 |  |  | SRB Mate Nemeš           | SRB Mate Nemeš           | 1                        |   |                          |                          |                  |                  |  |  |            |            |            |
|  |                 |                 |                 |  |  |                          |                          |                          |   |                          |                          |                  |                  |  |  |            |            |            |

### Chave inferior
|  | Qualificatórias        | Qualificatórias        | Qualificatórias |  |  | Oitavas de final             | Oitavas de final             | Oitavas de final             |   |                    | Quartas de final   | Quartas de final   | Quartas de final |  |  | Semifinais | Semifinais | Semifinais |
|  |                        |                        |                 |  |  |                              |                              |                              |   |                    |                    |                    |                  |  |  |            |            |            |
|  |                        |                        |                 |  |  |                              |                              |                              |   |                    |                    |                    |                  |  |  |            |            |            |
|  |                        |                        |                 |  |  | ROC Artem Surkov             | ROC Artem Surkov             | 10                           |   |                    |                    |                    |                  |  |  |            |            |            |
|  |                        |                        |                 |  |  | USA Alejandro Sancho         | USA Alejandro Sancho         | 4                            |   |                    |                    |                    |                  |  |  |            |            |            |
|  |                        |                        |                 |  |  |                              |                              |                              |   | ROC Artem Surkov   | ROC Artem Surkov   | 1                  |                  |  |  |            |            |            |
|  |                        |                        |                 |  |  |                              | UKR Parviz Nasibov           | UKR Parviz Nasibov           | 1 |                    |                    |                    |                  |  |  |            |            |            |
|  |                        |                        |                 |  |  | UKR Parviz Nasibov           | UKR Parviz Nasibov           | 5                            |   |                    |                    |                    |                  |  |  |            |            |            |
|  |                        |                        |                 |  |  | DEN Fredrik Bjerrehuus       | DEN Fredrik Bjerrehuus       | 1                            |   |                    |                    |                    |                  |  |  |            |            |            |
|  |                        |                        |                 |  |  |                              |                              |                              |   |                    | UKR Parviz Nasibov | UKR Parviz Nasibov | 7                |  |  |            |            |            |
|  |                        |                        |                 |  |  |                              | EGY Mohamed Ibrahim El-Sayed | EGY Mohamed Ibrahim El-Sayed | 6 |                    |                    |                    |                  |  |  |            |            |            |
|  |                        |                        |                 |  |  | ARM Karen Aslanyan           | ARM Karen Aslanyan           | 1                            |   |                    |                    |                    |                  |  |  |            |            |            |
|  |                        |                        |                 |  |  | HUN Bálint Korpási           | HUN Bálint Korpási           | 1                            |   |                    |                    |                    |                  |  |  |            |            |            |
|  |                        |                        |                 |  |  |                              |                              |                              |   | ARM Karen Aslanyan | ARM Karen Aslanyan | 7                  |                  |  |  |            |            |            |
|  | ALG Abdelmalek Merabet | ALG Abdelmalek Merabet | 0               |  |  |                              | EGY Mohamed Ibrahim El-Sayed | EGY Mohamed Ibrahim El-Sayed | 7 |                    |                    |                    |                  |  |  |            |            |            |
|  | KOR Ryu Han-su         | KOR Ryu Han-su         | 8               |  |  | KOR Ryu Han-su               | KOR Ryu Han-su               | 6                            |   |                    |                    |                    |                  |  |  |            |            |            |
|  |                        |                        |                 |  |  | EGY Mohamed Ibrahim El-Sayed | EGY Mohamed Ibrahim El-Sayed | 7                            |   |                    |                    |                    |                  |  |  |            |            |            |
|  |                        |                        |                 |  |  |                              |                              |                              |   |                    |                    |                    |                  |  |  |            |            |            |

### Repescagem
|  | Repescagem             | Repescagem             | Repescagem |  | Disputa pelo bronze          | Disputa pelo bronze          | Disputa pelo bronze |  |  |  |  |
|  |                        |                        |            |  |                              |                              |                     |  |  |  |  |
|  | COL Julián Horta       | COL Julián Horta       | 0          |  | GER Frank Stäbler            | GER Frank Stäbler            | 5                   |  |  |  |  |
|  | GER Frank Stäbler      | GER Frank Stäbler      | 8          |  | GEO Ramaz Zoidze             | GEO Ramaz Zoidze             | 4                   |  |  |  |  |
|  |                        |                        |            |  |                              |                              |                     |  |  |  |  |
|  | DEN Fredrik Bjerrehuus | DEN Fredrik Bjerrehuus | 0          |  | ROC Artem Surkov             | ROC Artem Surkov             | 1                   |  |  |  |  |
|  | ROC Artem Surkov       | ROC Artem Surkov       | 7          |  | EGY Mohamed Ibrahim El-Sayed | EGY Mohamed Ibrahim El-Sayed | 1                   |  |  |  |  |

## Classificação final
| Pos.              | Lutador                      |
| ----------------- | ---------------------------- |
| Medalha de ouro   | IRI Mohammad Reza Geraei     |
| Medalha de prata  | UKR Parviz Nasibov           |
| Medalha de bronze | GER Frank Stäbler            |
| Medalha de bronze | EGY Mohamed Ibrahim El-Sayed |
| 5                 | GEO Ramaz Zoidze             |
| 5                 | ROC Artem Surkov             |
| 7                 | KOR Ryu Han-su               |
| 8                 | EOR Aker Al-Obaidi           |
| 9                 | ARM Karen Aslanyan           |
| 10                | USA Alejandro Sancho         |
| 11                | CUB Ismael Borrero           |
| 12                | HUN Bálint Korpási           |
| 13                | SRB Mate Nemeš               |
| 14                | DEN Fredrik Bjerrehuus       |
| 15                | TUN Souleymen Nasr           |
| 16                | ALG Abdelmalek Merabet       |
| 17                | COL Julián Horta             |